# مسجد سيدي عامر
مسجد سيدي عامر هو مسجد من مساجد مدينة تونس، يقع بالجنوب الشّرقي للمدينة، وهو معلم مصنّف منذ 16 نوفمبر 1928.

## الموقع
يقع المسجد بنهج سيدي علي العزوز عدد 24.

## التّسمية
استمدّ المسجد تسميته من اسم الوليّ الصّالح سيدي عمر البطاش، أصيل المرسى والمتوفّي ليلة 21 جمادى الأولى من سنة933 هجري.

## معرض الصّور

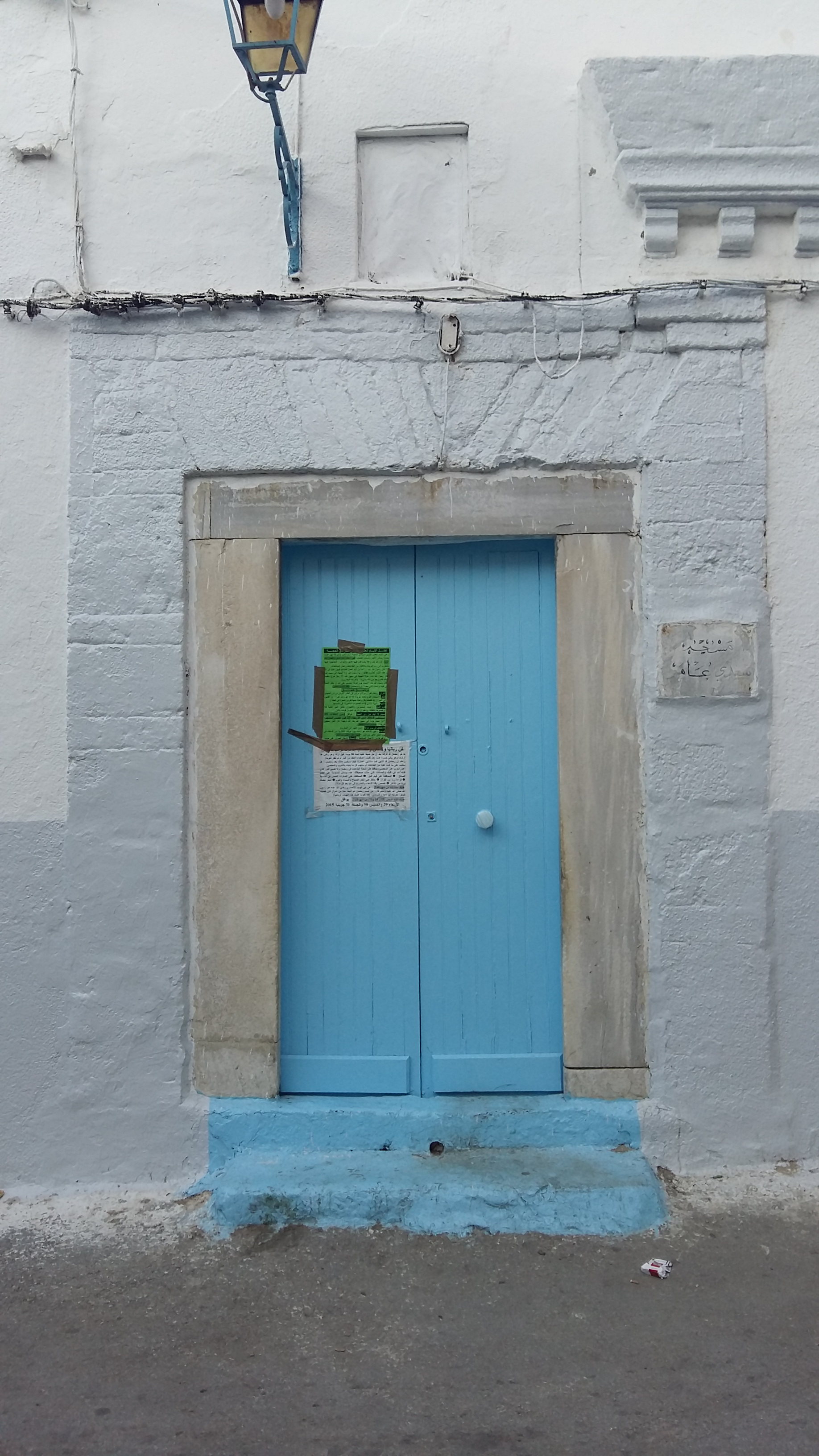
مسجد سيدي عامر
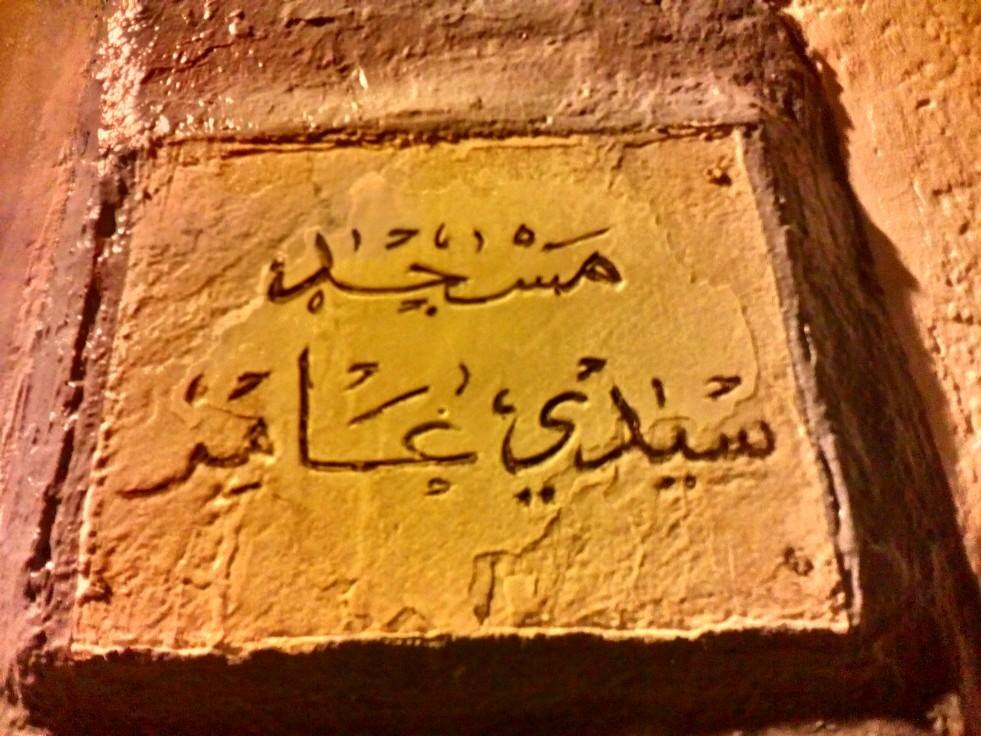
لوحة رخاميّة كتب اسم المسجد